# Cleber Alexandre Gomes
Cleber Alexandre Gomes (født 7. maj 1976) er en tidligere brasiliansk fodboldspiller.
Han har spillet for flere forskellige klubber i sin karriere, herunder Mito HollyHock.